# Vannella murchelanoi
Vannella murchelanoi – gatunek ameby należący do rodziny  Vannellidae z supergrupy Amoebozoa według klasyfikacji Cavaliera-Smitha.
Forma pełzająca jest kształtu jajowatego albo okrągłego. Hialoplazma zajmuje około połowę całkowitej długości pełzaka. Osobnik dorosły osiąga wielkość 8 – 13 μm. Posiada pojedyncze jądro o średnicy 2 – 2,5 μm z jąderkiem o średnicy 1,2 – 2 μm.
Forma swobodnie pływająca nie posiada pseudopodiów.
Występuje w morzu.